# Colletteichthys
Colletteichthys (лат.) — род морских лучепёрых рыб из семейства батраховых (Batrachoididae). Его наименование образовано от фамилии американского ихтиолога Bruce Baden Collette и греческого ichthys — «рыба». Представители рода распространены вдоль северного побережья Индийского океана. Длина тела составляет от 13,2 до 27 см. Это придонные хищные рыбы, поджидающие добычу в засаде.

## Классификация
На январь 2018 года в род включают 3 вида:
- Colletteichthys dussumieri (Valenciennes, 1837)
- Colletteichthys flavipinnis D. W. Greenfield, Bineesh & Akhilesh, 2012[3]
- Colletteichthys occidentalis D. W. Greenfield, 2012